# 蒂莫西·威廉姆森
蒂莫西·威廉姆森（Timothy Williamson；1955年8月6日—），是英国哲学家。他的主要研究领域包括哲学逻辑、语言哲学、知识论以及形而上学。在牛津大学，他担任逻辑学的威克汉姆教授(Wykeham Professor, 一种教职名称)，同时是新学院的成员之一。

## 生涯
威廉姆森于雷登公园学校和亨利文法学校上学。随后，他进入牛津大学学习数学、哲学。1976年以一等荣誉毕业。1981年获得哲学博士学位。其论文题目为《事实近似值概念》。
在他于2000年成为威克汉姆教授前，他于爱丁堡大学担任过5年的逻辑学和形而上学教授。1988年至1994年间，他是牛津大学大学学院成员、讲师。1980年至1988年间，他担任过都柏林三一学院讲师。2004年至2005年，他还曾出任过亚里士多德学会主席。
威廉姆森也是英国国家学术院、挪威科学与文学院以及爱丁堡皇家学会会员成员。除此之外、他还是美国文理科学院的外籍荣誉成员。

## 哲学研究
威廉姆森对于模糊性问题持认知主义(Epistemicism)观点。该主义认为，任一看似模糊的谓词（比如“秃头”、“高”、“好、坏”）都有一精确的语义界限。但这个界限对人类来说是无法确知的，即人的认知有局限性。他提出了其误差余地原则(A margin for error principle)。意指当“知道某物为真”为真，则所有“某物为真”的情况中，（之前被我们认知的）某物都应当为真。将这一理论应用于连锁悖论中，即可得出这一悖论的较为合理的解释。他反对多值逻辑、超赋值理论等对经典逻辑学的扬弃与修改。尽管他的观点一开始被认为是“惊人的”、“不可接受的”，经过威廉姆森随后对自己理论的辩护后，其说法已渐渐变为主流。他还喜欢以“没人知道我到底瘦不瘦”这一语句来简释其观点。